# 송석역
송석역(Songseok station, 松石驛)은 강원도 정선군 북평면에 위치했던 정선선의 폐역으로, 역의 명칭은 이 역이 있는 남평마을의 예전 지명인 송석에서 유래되었다. 외반점역이라고도 불렸다. 통학생이 많았던 주변마을 학생들을 위해 만들어졌던 역이었으나 현재는 폐역되어 역사는 철거되고 플랫폼의 흔적만 남아 있다.

## 역명 유래
1779년 남평리로 바뀌기전에 성석 (省石)을 송석으로 잘못 부른데서 비롯되었다. 이후 이 마을의 이름은 솔돌마을로 불리고 있다.

## 연혁
- 1977년 8월 1일: 임시승강장으로 개업[1]
- 1980년 4월 1일: 무배치간이역으로 승격[2]
- 1983년 2월 1일: 폐역[3]
- 1997년: 역사 철거